# ルナの子供
『ルナの子供』（Lunar Child）は、2009年製作の日本映画。彼女の物語・美月の物語・ヒカリの物語からなるオムニバス映画。

## キャスト
彼女の物語
- 女：佐伯佳奈杷
- 男：田中冬星

美月の物語
- 美月：奥真紀子
- マホ：中嶋たまみ
- イチゴ：持田茜
- マホの彼：末野卓磨
- 沼尾義彦
- 水島文夫

ヒカリの物語
- ヒカリ：岩元英理
- 内山：北澤彰斗
- ヒカリの夫：土本ひろき
- 野々村：伊澤恵美子